# ¿Dónde estás corazón?
«¿Dónde estás corazón?» (с исп. — «Где ты, сердце?») — песня колумбийской певицы и автора песен Шакиры с её официального дебютного студийного альбома «Pies Descalzos». Она была выпущена в качестве второго сингла с альбома в 1996 году Sony Music Entertainment и Columbia Records. В 1997 году Шакира и Очоа получили премию Американского общества композиторов, авторов и издателей в номинации Популярная современная песня в 1997 году. Сингл был продан в Колумбии тиражом более 15 000 копий.

## История
В 1990 году 13-летняя Шакира подписала контракт со звукозаписывающей компанией «Sony Music Entertainment» и выпустила свой дебютный студийный альбом Magia в 1991 году, который преимущественно состоял из треков, написанных ею с восьми лет. Он потерпел неудачу в чартах, а в Колумбии, родной стране певицы, было продано всего 1200 экземпляров диска. Её следующий альбом Peligro был выпущен в 1993 году и потерпел аналогичную неудачу. В результате Шакира взяла двухлетний перерыв в своей музыкальной карьере, позволивший ей завершить старшую школу.
Стремясь возродить свою карьеру, Шакира выпустила свой первый официальный студийный альбом Pies Descalzos, выпущенный компаниями «Sony Music» и «Columbia Records» в 1995 году. Принимая активное участие в его производстве, она стала соавтором и сопродюсером каждого из 11 треков, включённых в альбом. В «¿Dónde Estás Corazón?», втором сингле с этого альбома, соавтором Шакиры стал Луис Фернандо Очоа.
«¿Dónde Estás Corazón?» первоначально появилась в сборнике «Nuestro Rock» (рус. Наш рок), выпущенном в Колумбии. Эта песня оказалась единственным хитом всего альбома, и на нее был снят клип, режиссёрами которого выступили Оскар Асула и Хулиан Торрес. Это означало её прорыв в Колумбии. Благодаря успеху этой песни, «Sony Music» дала ей возможность записать и выпустить новый альбом. Таким образом песня была включена в альбом «Pies Descalzos» и выпущена с него вторым синглом в 1996 году во всей Латинской Америке. Ремикс на неё был включён в ремиксовый альбом 1997 года «The Remixes», песня также появилась в сборнике её лучших песен Grandes Éxitos, изданном в 2002 году.

## Музыкальные видео
Первый музыкальный видеоклип на песню «¿Dónde Estás Corazón?» был снят режиссёрами Оскаром Асулой и Хулианом Торресом. Это видео показывает Шакиру, исполняющую песню в чёрно-белом цвете, а позже показывает её в цветном танце с серебряным платьем. Премьера этого видео состоялась в Колумбии.
Другое музыкальное видео, снятое аргентинским режиссёром Густаво Гарсоном, показывает различные сцены с Шакирой: держащей фотографии, сидящей в красном кресле, поющей под дождем, а также других людей.

## Чарты
| Чарт (1996)                     | Высшая позиция |
| ------------------------------- | -------------- |
| США (Billboard Hot Latin Songs) | 5              |
| США (Billboard Latin Pop Songs) | 3              |